# Tell Afar
Tell ʿAfar (in arabo تَلْعَفَر‎?, Tellʿafar) è una cittadina del Governatorato di Ninive, nel NO dell'Iraq, situata a 63 km a Ovest di Mawṣil, 52 km a est di Sinjar e a 200 km a NO di Kirkuk.
I suoi abitanti sono esclusivamente Turkmeni.